# Phare de Pensacola
Le Phare de Pensacola (Pensacola Light en anglais) se trouve à l'entrée de la Baie de Pensacola, en Floride.
Il est inscrit au Registre national des lieux historiques depuis le 15 juillet 1974 sous le n° 74000622

## Historique

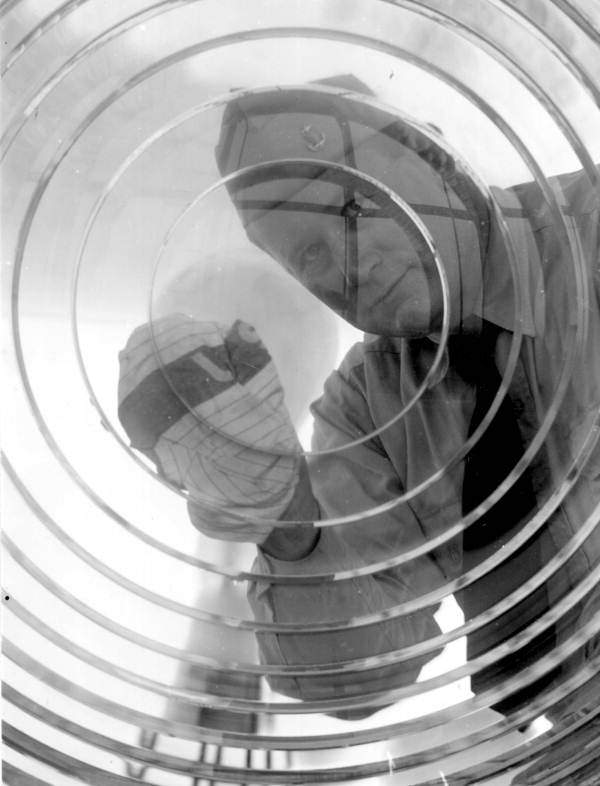
Le gardien du phare nettoie la lentille, en 1960.

Une station de signalisation maritimese trouvait à cet endroit depuis 1825, avec un poste de lumière existant depuis 1858. Le phare sera automatisé en 1965
Elle souffre de dommages lors de la Guerre de Sécession.
Sur une fondation de granit, la tour en brique  mesure 57 m de haut (190 pieds). La tour au tiers inférieur est blanche et les deux tiers supérieurs, la lanterne, le dôme et capot sont en noir.
Il émet, à une hauteur focale de 46 m, un éclat blanc de 2 secondes par période de 20 secondes. Sa portée est de 27 milles nautiques (environ 50 km).

## Caractéristiques dufeu maritime
Fréquence :  20 secondes (W)
- Lumière : 2 secondes
- Obscurité : 18 secondes

Identifiant : ARLHS : USA-592 ; USCG : 4-0140 ; Admiralty : J3394 . 